# Migné-Auxances
Migné-Auxances is een gemeente in het Franse departement Vienne (regio Nouvelle-Aquitaine). De plaats maakt deel uit van het arrondissement Poitiers. Migné-Auxances telde op 1 januari 2022 6.276 inwoners.

## Geschiedenis
De gemeente is ontstaan uit twee aparte dorpen. Migné heeft een oude dorpskern aan de rivier Auxance. Auxances is gegroeid langs de voormalige route nationale. Tot het einde van de 19e eeuw was de wijnbouw een voorname economische activiteit met 300 hectare aan wijngaarden. Hier kwam een einde aan door de druifluis en de bevolking viel terug van 2900 in 1881 naar 1750 in 1921. Een andere belangrijke economische activiteit was de steengroeve van Lourdines
Eind 19e eeuw kregen beide dorpen een gemeenschappelijke school. Migné werd het administratief centrum van de gemeente terwijl er in Auxances meer commerciële activiteiten ontplooid werden. In 1991 werd de RN 147 geopend, die het verkeerd omleidde rond het centrum van Auxances. Aan het einde van de 20e en het begin van de 21e eeuw werden nieuwe woonwijken aangelegd: Le Porteau en Les Rochereaux.

## Bezienswaardigheden
- Kasteel van Auxances met een middeleeuwse donjon
- Manoir de Salvert
- Kerk Sainte Croix met fresco's van Marie Baranger

## Geografie
De oppervlakte van Migné-Auxances bedroeg op 1 januari 2022 28,96 vierkante kilometer; de bevolkingsdichtheid was toen 216,7 inwoners per km². De Auxance stroomt door de gemeente.
De onderstaande kaart toont de ligging van Migné-Auxances met de belangrijkste infrastructuur en aangrenzende gemeenten.

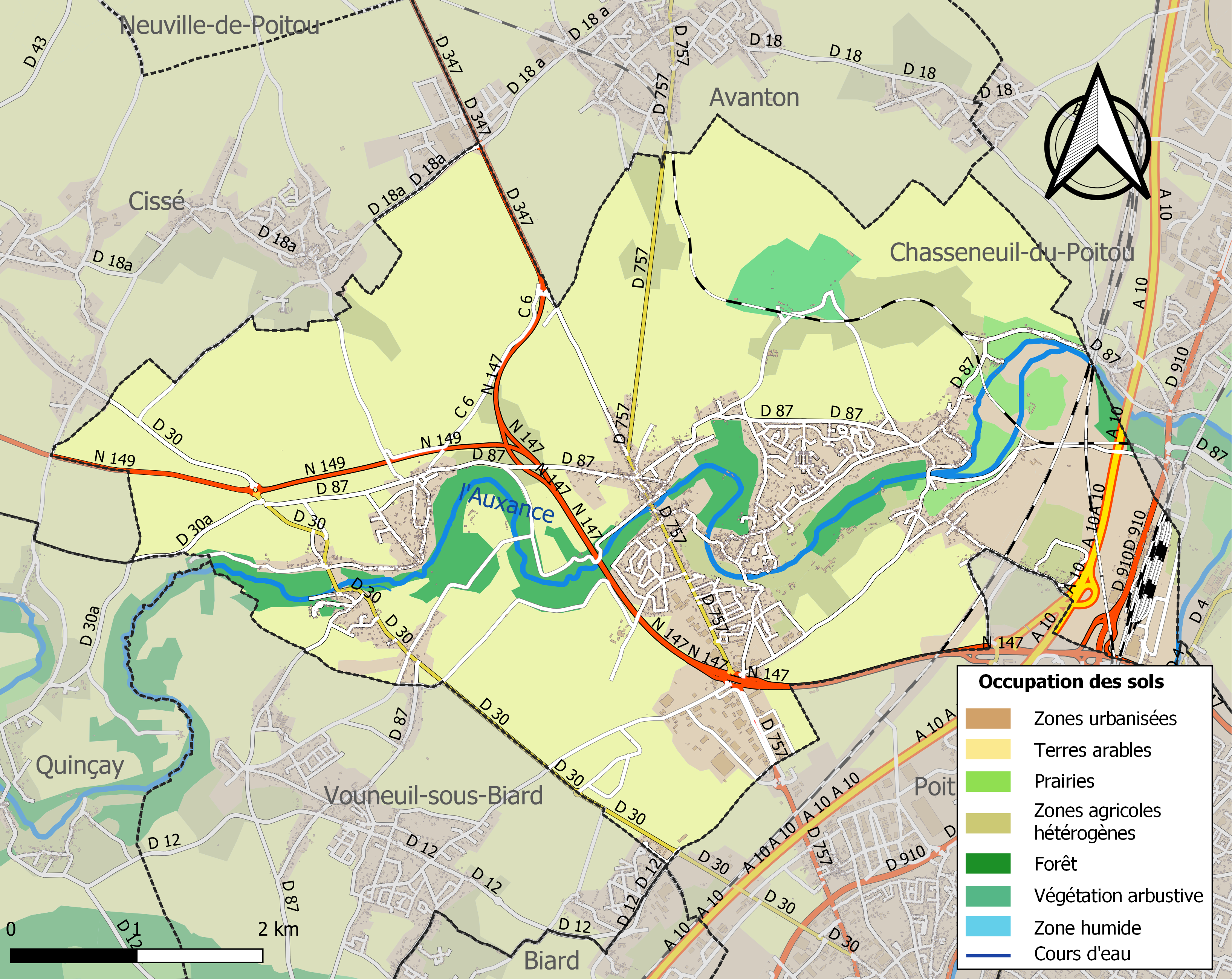

## Demografie
Onderstaande figuur toont het verloop van het inwonertal (bron: INSEE-tellingen).